# Chief Thunderbird
Pour les articles homonymes, voir Thunderbird.
Richard Davis « Thunderbird », né le 6 août 1866 au Montana, près de la rivière Tongue (États-Unis) et mort le 6 avril 1946 dans le comté de Los Angeles (Californie, États-Unis), est un acteur américain, connu comme Chief Thunderbird.

## Biographie
Amérindien des États-Unis d'origine Cheyenne, Chief Thunderbird apparaît sur le tard au cinéma dans vingt films américains, depuis le serial muet d'aventure Les Exploits d'Elaine de Louis J. Gasnier et Donald MacKenzie (1914, avec Pearl White et Crane Wilbur) jusqu'au drame policier parlant Le Faucon au Far-West (en) de William Clemens (1944, avec Tom Conway et Barbara Hale). Cet ultime film sort à peine plus de deux ans avant sa mort, en 1946, à 79 ans.
Entretemps, il contribue surtout à des westerns et/ou à quelques autres serials, dont Battling with Buffalo Bill de Ray Taylor (1931, avec Tom Tyler dans le rôle-titre et Lucile Browne), La Gloire du cirque de George Stevens (1935, avec Barbara Stanwyck et Preston Foster, où il personnifie Sitting Bull), Wild West Days (en) de Ford Beebe et Clifford Smith (1937, avec Johnny Mack Brown et Russell Simpson), ou encore Les Tuniques écarlates de Cecil B. DeMille (son antépénultième film, 1940, avec Gary Cooper et Madeleine Carroll).

## Filmographie complète
(comme acteur, sauf mention contraire ou complémentaire)

### Période du muet
- 1914 : Les Exploits d'Elaine (The Perils of Pauline) de Louis J. Gasnier et Donald MacKenzie (serial) : un indien
- 1923 : La Caravane vers l'Ouest (The Covered Wagon) de James Cruze : un indien

### Période du parlant
- 1930 : The Indians Are Coming (en) d'Henry MacRae (serial) : Chief Yellow Snake
- 1931 : Battling with Buffalo Bill de Ray Taylor (serial) : Chief Thunderbird (+ conseiller technique)
- 1932 : Heroes of the West (en) de Ray Taylor (serial) : Chief Thunderbird
- 1934 : Massacre d'Alan Crosland : un indien
- 1934 : Laughing Boy de W. S. Van Dyke : le père de Laughing Boy
- 1935 : La Gloire du cirque (Annie Oakley) de George Stevens : Sitting Bull
- 1935 : Cyclone of the Saddle (en) d'Elmer Clifton : High Hawk
- 1935 : Rustlers of Red Dog de Lew Landers (serial) : un chef indien
- 1936 : Une aventure de Buffalo Bill (The Plainsman) de Cecil B. DeMille (conseiller technique uniquement)
- 1936 : Le Traîneau tragique (en) (The Country Beyond)  d'Eugene Forde : un indien
- 1936 : Silly Billies de Fred Guiol : Chief Cyclone
- 1936 : Les Vengeurs de Buffalo Bill (en) (Custer's Last Stand) d'Elmer Clifton (serial) : Rain-in-Face
- 1936 : For the Service (en) de Buck Jones : Chief Big Bear
- 1937 : Wild West Days (en) de Ford Beebe et Clifford Smith (serial) : Chief Red Hatchet
- 1939 : Susannah (Susannah of the Mounties) de William A. Seiter et Walter Lang : un indien
- 1939 : Geronimo le peau rouge (en) (Geronimo) de Paul Sloane : Chief Eskiminzu
- 1940 : Les Tuniques écarlates (North West Mounted Police) de Cecil B. DeMille : un indien
- 1942 : Wild Bill Hickok Rides (en) de Ray Enright : un indien
- 1944 : Le Faucon au Far-West (en) (The Falcon Out West) de William Clemens : Eagle Feather